# Championnats d'Asie de karaté 1999
Navigation
Édition précédente Édition suivante
Les championnats d'Asie de karaté 1999 ont lieu à Singapour en décembre 1999. Il s'agit de la quatrième édition des championnats d'Asie de karaté.